# Die weißen Blätter
Die weißen Blätter waren eine Monatsschrift, die in ihrem Erscheinungszeitraum von 1913 bis 1920 zu einer der wichtigsten Zeitschriften des literarischen Expressionismus wurde.

## Editionsgeschichte
Die weißen Blätter wurden von 1913 bis 1915 von Erik-Ernst Schwabach im Leipziger Verlag der weißen Bücher herausgegeben. 1915 übernahm René Schickele die Herausgabe. Von 1916 bis 1917 gab der Verlag Rascher in Zürich die Zeitschrift heraus, 1918 der Verlag der weißen Blätter in Bern, von 1919 bis 1920 publizierte Paul Cassirer die Zeitschrift in Berlin.
Zu Beginn des Jahres 1937 trug sich René Schickele vorübergehend mit dem Plan, die Zeitschrift zu erneuern.

## Ausrichtung
In der Rückschau George Grosz’ waren die weißen Blätter „ein intellektuelles Magazin mit pazifistischer Tendenz, das verschleiert gegen den Krieg und für Völkerverständigung eintrat.“ Auch während des Ersten Weltkriegs wurden Texte von Ausländern aus Nationen veröffentlicht, mit denen sich Deutschland im Krieg befand. Eine Ankündigung der Zeitschrift aus dem Jahr 1913 beschrieb:

„Wie sich die ältere Generation in der Neuen Rundschau ausspricht, so sollen die weißen Blätter das Organ der jüngeren Generation sein […]. Die weißen Blätter werden bei aller Lebendigkeit und Aufmerksamkeit auf das, was in unserer Zeit eigentümlich ist, ihre Leser doch nur mit dem Fertigen und Gelungenen bekannt machen. Die weißen Blätter werden an keinem Gebiete des heutigen Lebens ohne Stellungnahme vorbeigehen. Sie wollen nicht nur der künstlerische Ausdruck der neuen Generation sein, sondern auch ihr sittlicher und politischer.“

Laut einer Rezension Hermann Hesses aus dem Jahr 1915 publizierte in der Zeitschrift die „frischeste, stürmischste literarische Jugend“, die „literarische Zukunft Deutschlands“.

## Mitarbeiter
Zu den Mitarbeitern der weißen Blätter zählten unter anderem Paul Adler, Henri Barbusse, Gottfried Benn, Eduard Bernstein, Franz Blei, Max Brod, Martin Buber, Theodor Däubler, Kasimir Edschmid, Albert Ehrenstein, Carl Einstein, Friedrich Wilhelm Foerster, Leonhard Frank, Salomo Friedlaender, George Grosz, Ferdinand Hardekopf, Wilhelm Hausenstein, Hermann Hesse, Kurt Hiller, Annette Kolb, Paul Kornfeld, Else Lasker-Schüler, Alfred Lemm, Rudolf Leonhard, Mechtilde Lichnowsky, Heinrich Mann, Gustav Meyrink, Robert Musil, Otto Pick, Max Scheler, Ernst Stadler, Carl Sternheim, André Suarès, Theodor Tagger, Robert Walser, Ernst Weiß, Felix Weltsch, Franz Werfel, Alfred Wolfenstein und Paul Zech.
Als Erstausgaben erschienen in den weißen Blättern unter anderem 1913/14 Meyrinks Der Golem als Fortsetzungsroman sowie im Oktober 1915 Kafkas Erzählung Die Verwandlung und einen Monat später Heinrich Manns Essay Zola.